# Кадам Рао Падам Рао
Кадам Рао Падам Рао (урду کدم راؤ پدم راؤ, трансліт. Kadam Rāō Padam Rāō) — найдавніший відомий рукопис мовою урду. Манускрипт написаний на давньому діалекті урду, що називається дакхіні. Це поема-маснаві, що складається із 4000 рядків і була написана приблизно у 1421-1434 роках Фахруддіном Нізамі із Бідара.

У манускрипті міститься суфійська розповідь, в якій описується природа душі та можливість її переселення. Розповідь подається у вигляді притчі. Король Кадам Рао хоче навчитися йозі. Але підступний йог ув'язнює душу короля в папузі, а сам переселяється у тіло короля і править на його місці. Візир Падам Рао запідозрює недобре, шукає короля і, нарешті, знаходить і звільняє його душу з неволі.
У рукописі детально описаний індуїстський культ Наги (йог був нагом) та ідеологія Натха (попередниця ідеології Хатха-йоги).